# Rhinogobius
Rhinogobius is een geslacht van straalvinnige vissen uit de familie van grondels (Gobiidae).

## Soorten
- Rhinogobius albimaculatus Chen, Kottelat & Miller, 1999
- Rhinogobius boa Chen & Kottelat, 2005
- Rhinogobius brunneus Temminck & Schlegel, 1845
- Rhinogobius bucculentus Herre, 1927
- Rhinogobius candidianus Regan, 1908
- Rhinogobius carpenteri Seale, 1910
- Rhinogobius changjiangensis Chen, Miller, Wu & Fang, 2002
- Rhinogobius changtinensis Huang & Chen, 2007
- Rhinogobius chiengmaiensis Fowler, 1934
- Rhinogobius cliffordpopei Nichols, 1925
- Rhinogobius davidi Sauvage & Dabry de Thiersant, 1874
- Rhinogobius delicatus Chen & Shao, 1996
- Rhinogobius duospilus Herre, 1935
- Rhinogobius filamentosus Wu, 1939
- Rhinogobius flavoventris Herre, 1927
- Rhinogobius flumineus Mizuno, 1960
- Rhinogobius genanematus Zhong & Tzeng, 1998
- Rhinogobius gigas Aonuma & Chen, 1996
- Rhinogobius giurinus Rutter, 1897
- Rhinogobius henchuenensis Chen & Shao, 1996
- Rhinogobius henryi Herre, 1938
- Rhinogobius honghensis Chen, Yang & Chen, 1999
- Rhinogobius imfasciocaudatus Nguyễn & Vo, 2005
- Rhinogobius lanyuensis Chen, Miller & Fang, 1998
- Rhinogobius leavelli Herre, 1935
- Rhinogobius lentiginis Wu & Zheng, 1985
- Rhinogobius lindbergi Berg, 1933
- Rhinogobius lineatus Chen, Kottelat & Miller, 1999
- Rhinogobius linshuiensis Chen, Miller, Wu & Fang, 2002
- Rhinogobius longipinnis Nguyễn & Vo, 2005
- Rhinogobius longyanensis Chen, Cheng & Shao, 2008
- Rhinogobius lungwoensis Huang & Chen, 2007
- Rhinogobius maculafasciatus Chen & Shao, 1996
- Rhinogobius maculicervix Chen & Kottelat, 2000
- Rhinogobius mekongianus Pellegrin & Fang, 1940
- Rhinogobius milleri Chen & Kottelat, 2001
- Rhinogobius multimaculatus Wu & Zheng, 1985
- Rhinogobius nagoyae Jordan & Seale, 1906
  - Rhinogobius nagoyae formosanus Ōshima, 1919
  - Rhinogobius nagoyae nagoyae Jordan & Seale, 1906
- Rhinogobius nammaensis Chen & Kottelat, 2001
- Rhinogobius nandujiangensis Chen, Miller, Wu & Fang, 2002
- Rhinogobius nantaiensis Aonuma & Chen, 1996
- Rhinogobius ogasawaraensis Suzuki, Chen & Senou, 2012
- Rhinogobius parvus Luo, 1989
- Rhinogobius ponkouensis Huang & Chen, 2007
- Rhinogobius reticulatus Li, Zhong & Wu, 2007
- Rhinogobius rubrolineatus Chen & Miller, 2008
- Rhinogobius rubromaculatus Lee & Chang, 1996
- Rhinogobius sagittus Chen & Miller, 2008
- Rhinogobius similis Gill, 1859
- Rhinogobius sulcatus Chen & Kottelat, 2005
- Rhinogobius taenigena Chen & Kottelat & Miller, 1999
- Rhinogobius variolatus Chen & Kottelat, 2005
- Rhinogobius vermiculatus Chen & Kottelat, 2001
- Rhinogobius virgigena Chen & Kottelat, 2005
- Rhinogobius wangchuangensis Chen, Miller, Wu & Fang, 2002
- Rhinogobius wangi Chen & Fang, 2006
- Rhinogobius wuyanlingensis Yang, Wu & Chen, 2008
- Rhinogobius wuyiensis Li & Zhong, 2007
- Rhinogobius xianshuiensis Chen, Wu & Shao, 1999
- Rhinogobius yaoshanensis Luo, 1989
- Rhinogobius zhoui Li & Zhong, 2009